# Symplocos subcuneata
Symplocos subcuneata är en tvåhjärtbladig växtart som först beskrevs av Theodor Carl Karl Julius Herzog, och fick sitt nu gällande namn av B. Ståhl. Symplocos subcuneata ingår i släktet Symplocos och familjen Symplocaceae. Inga underarter finns listade i Catalogue of Life.